# Санкт-Урбан (Фельдкирхен)
Санкт-Урбан (нем. Sankt Urban) — коммуна (нем. Gemeinde) в Австрии, в федеральной земле Каринтия.
Входит в состав округа Фельдкирхен. Население составляет 1520 человек (на 31 декабря 2005 года). Занимает площадь 27,27 км². Официальный код — 2 10 08.

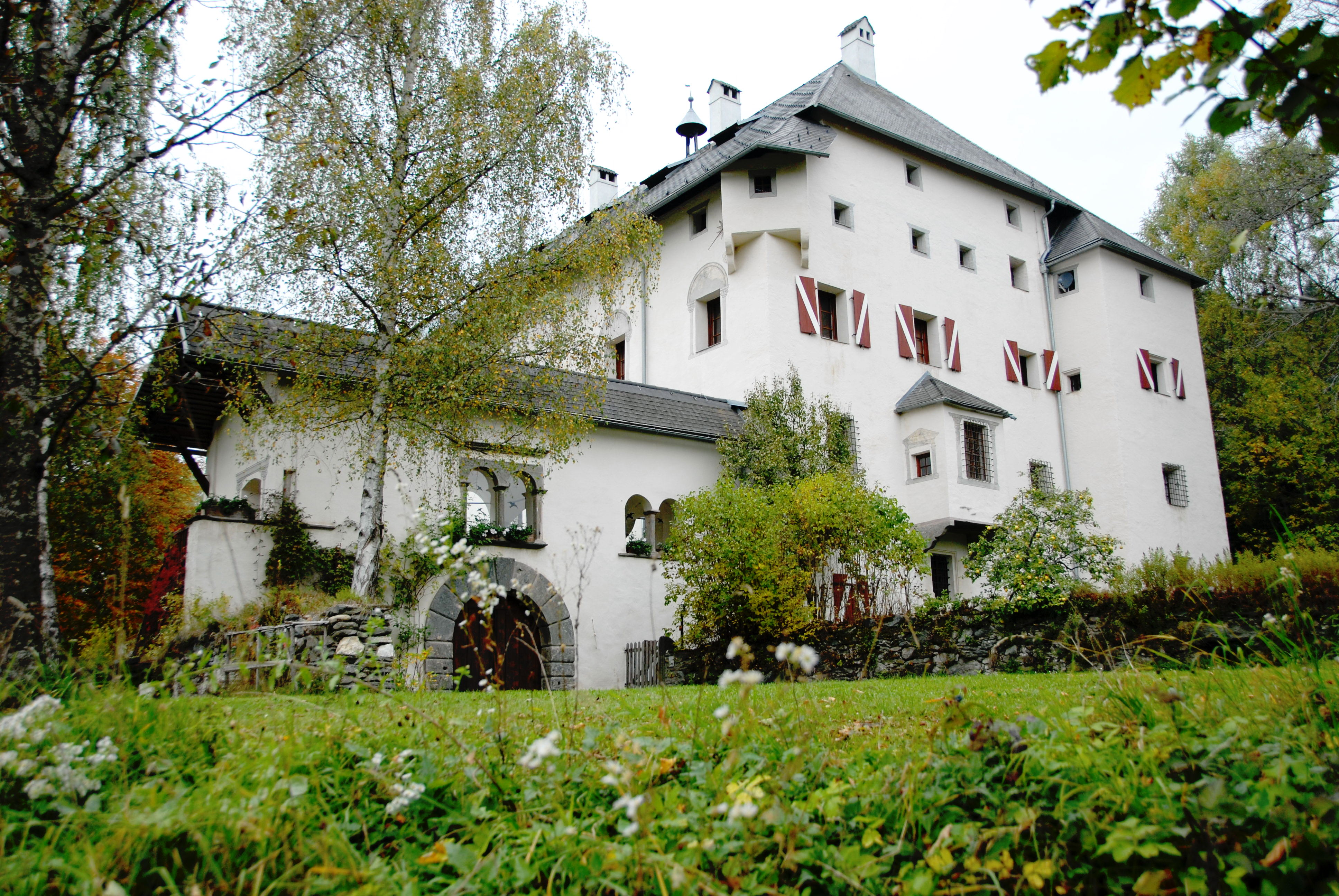
Замок

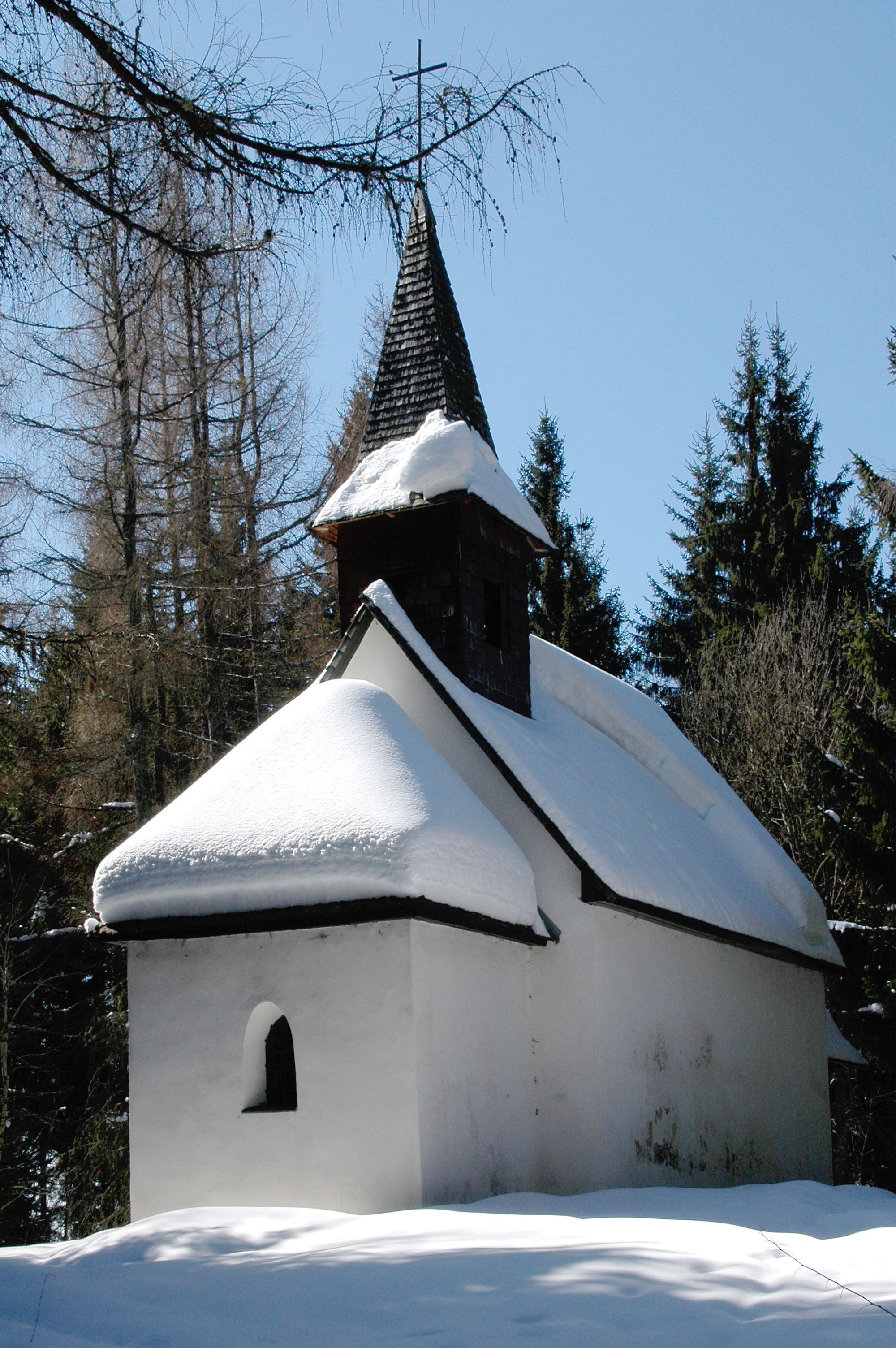
Санкт-Урбан (Бецирк-Фельдкирхен)

## Политическая ситуация
Бургомистр коммуны — Херман Хубер (СДПА) по результатам выборов 2003 года.
Совет представителей коммуны (нем. Gemeinderat) состоит из 15 мест.
- СДПА занимает 9 мест.
- АПС занимает 3 места.
- АНП занимает 3 места.